# Lita Lundquist
Lita Sander Lundquist (født 9. marts 1946 i Rio de Janeiro) er en dansk sprogforsker og professor emeritus. Hun har skrevet en række bøger om fransk, andre sprog og arbejdet med tekstlingvistik, oversættelse og humor. Hun er mor til Sille Lundquist og Rasmus Lundquist. Hun modtog Frode Hedorf og Hustrus Fonds pris for erhvervssproglig forskning i 1994 og Tietgens Guldmedalje i 1978 og blev i 2009 ridder af Dannebrogordenen.

## Karriere
I 1964 blev Lita Lundquist student fra Virum Statsskole. Hun færdiggjorde en cand.phil. i fransk ved Københavns Universitet i 1975 og blev samme år adjunkt ved Handelshøjskolen i København, hvor hun blev lektor i 1979. I 1989 blev hun docent og i 1992 professor i erhvervssprog. 2005-2008 var hun professor ved Universitetet i Agder og i 2008 igen professor ved Copenhagen Business School til 2014, hvor hun blev emeritus.